# Fernando Wagner
Fernando Wagner (Gotinga, Imperio alemán, 7 de noviembre de 1905 - Cuernavaca, México, 20 de octubre de 1973) fue un actor de cine y teatro y director de teatro mexicano nacido en Alemania. Tuvo papeles prominentes tanto en películas mexicanas tales como La perla (1947) como en películas estadounidenses tales como The Wild Bunch (1969).
Wagner nació en Gotinga, Alemania. Su abuelo, Agustín Wagner, fabricante de pianos originario de Hamburgo, había llegado a Veracruz en 1849 en su trayecto a California, y posteriormente fundó en México la tienda de instrumentos musicales Casa Wagner y Levien (luego Repertorio Wagner).
En el ámbito del teatro, Wagner fue profesor en las escuelas de teatro del Instituto Nacional de Bellas Artes y Literatura (INBA) y la Universidad Nacional Autónoma de México (UNAM). Su curso práctico de teatro en la UNAM es acreditado con haber iniciado la tendencia del teatro universitario experimental moderno. Fue maestro del escritor Juan José Arreola y el artista y diseñador de producción Gunther Gerzso, quien creó su primer diseño de escenografía con la ayuda de Wagner. Dirigió obras teatrales tales como La danza que sueña la tortuga (1955), Toda una dama (1959) y El escándalo de la verdad (1960). Sus enseñanzas teatrales fueron plasmadas en su libro Técnica teatral (1970).
Wagner falleció el 20 de octubre de 1973 en un accidente automovilístico.

## Filmografía parcial
- La familia Dressel (1935)
- Sinfonía de una vida (1946)
- La perla (1947)
- Tarzán y las sirenas (1948)
- Sofia (1948)
- Del can-can al mambo (1951)
- Un príncipe de la iglesia (1952)
- El jugador (1953)
- El señor fotógrafo (1953)
- El valor de vivir (1954)
- Garden of Evil (1954)
- La bruja (1954)
- La estrella vacía (1960)
- Cuando ¡Viva Villa! es la muerte (1960)
- Rosa Blanca (1961)
- Viva María! (1965)
- Su Excelencia (1967)
- The Wild Bunch (1969)